# Nälkäjärvi (sjö i Österbotten)
Nälkäjärvi är en sjö i Finland. Den ligger i kommunen Laihela i landskapet Österbotten, i den sydvästra delen av landet, 300 km nordväst om huvudstaden Helsingfors. Nälkäjärvi ligger 58 meter över havet. Arean är 10,4 hektar och strandlinjen är 1,25 kilometer lång. Sjön  ingår i Toby å huvudavrinningsområde.   I omgivningarna runt Nälkäjärvi växer i huvudsak barrskog.